# Reinhold Strenger
Reinhold Strenger (* 1903 in Schwäbisch Hall; † nach 1966) war ein deutscher Klassischer Archäologe und Verwaltungsbeamter.

## Leben
Reinhold Strenger absolvierte zunächst eine kaufmännische Lehre bei WMF in Göppingen. Ab 1927 studierte er Klassische Archäologie und Kunstgeschichte an der Universität Berlin, war 1932 bis 1936 wissenschaftliche Hilfskraft an der Antikensammlung in Berlin und wurde im Jahr 1936 promoviert. 1936/37 erhielt er das Reisestipendium des Deutschen Archäologischen Instituts. Ab 1938 fand er nur Gelegenheitsarbeiten. Im Jahr 1940 wurde er zur Wehrmacht eingezogen. Nach dem Kriegsausbruch gegen die UdSSR war er als Kriegsverwaltungsassessor mit der Aufgabe betraut, dort Sammlungen und Baudenkmäler vor Beschädigung und Raub zu schützen. Auch war er für die Hauptarbeitsgruppe des Einsatzstabes Reichsleiter Rosenberg in Russland tätig. In Folge der Brauchitschkrise wurde er Ende 1941 entlassen. Danach war er zeitweise aushilfsweise bei der Publikationsstelle Berlin-Dahlem beschäftigt. 1942/43 wurde er erneut eingezogen und geriet im Mai 1945 in russische Kriegsgefangenschaft. Anfang Dezember 1945 kehrte er nach München zurück.
Am 28. April 1946 wurde er Mitglied der SPD und in der Folge Hilfsarbeiter im Bayerischen Staatsministerium der Finanzen. Anfang August 1946 wurde er als Kunstwissenschaftler in das Bayerische Staatsministerium für Unterricht und Kultus übernommen. Dort war er ab dem 21. September 1946 mit der Durchführung der Kontrollratsdirektive Nr. 30 (Beseitigung deutscher Denkmäler und Museen militärischen und nationalsozialistischen Charakters) betraut. In diesem Zusammenhang war er auch für den weiteren Umgang mit den NS-Bauten am Königsplatz zuständig. Strenger wurde danach vom Ministerium dem Germanischen Nationalmuseum in Nürnberg als wissenschaftliche Geschäftsaushilfe zugewiesen und schied dort zum 30. Juni 1949 mit Ablauf seines Arbeitsvertrages aus. 1966 war er als Verwaltungsrat in Ingolstadt tätig.

## Veröffentlichungen
- Zum Problem des Raumes bei den griechischen Giebelskulpturen. Dissertation Berlin 1942.